# Thanatus okayi
Thanatus okayi là một loài nhện trong họ Philodromidae.
Loài này thuộc chi Thanatus. Thanatus okayi được miêu tả năm 1966 bởi Karol.